# بتلفیلد ۴
بتلفیلد ۴ (به انگلیسی: Battlefield 4) نام یک بازی ویدئویی تیراندازی اول شخص است که شرکت الکترونیک آرتس آن را بر روی مایکروسافت ویندوز و کنسول‌های پلی‌استیشن ۳، اکس‌باکس ۳۶۰، پلی‌استیشن ۴ و اکس‌باکس وان منتشر کرده است. طبق قراردادی که بین شرکت الکترونیک آرتس و کمپانی DICE بسته شد، شرکت DICE این بازی را تا زمستان ۲۰۱۳ آماده نمود و شرکت الکترونیک آرتس آن را در ۲۹ اکتبر ۲۰۱۳ به طور رسمی منتشر کرد. این چهارمین نسخه اصلی در مجموعه بازی‌های بتلفیلد و دنبالهٔ بتلفیلد ۳ در سال ۲۰۱۱ به شمار می‌رود.
اولین تریلر رسمی این بازی در نمایشگاه رسانه و تجارت ای۳ سال ۲۰۱۳ در غرفه شرکت الکترونیک ارتس به نمایش درآمد. روند داستان میدان نبرد ۴ در محل‌هایی همچون جمهوری آذربایجان ، چین، ایالات متحده آمریکا و مناطق دیگری از جهان رخ می‌دهد.